# Tshikapa (rivière)
ne pas confondre avec la ville de Tshikapa
La Tshikapa, Chicapa en portugais, est une rivière de l’Angola et du Congo-Kinshasa, et un affluent du Kasaï, donc un sous-affluent du Congo. 

## Géographie
La Tshikapa a sa source dans l’étang ou marais Tshikapa (lagao Chicapa en portugais) situé à 25 km au sud de Alto-Chicapa dans la municipalité de Cacolo en province du Lunda-Sud en Angola, à quelques kilomètres de la source de la rivière Kwango.
Elle coule principalement du sud vers le nord traversant le Lunda-Sud et le Lunda-Nord en Angola, sert de frontière sur une quarantaine de kilomètres entre l'Angola et le Congo-Kinshasa, et se jette dans la rivière Kasaï près de Tshikapa dans la province du Kasaï au Congo-Kinshasa.